# Prosopocera alboplagiata
Prosopocera alboplagiata es una especie de escarabajo longicornio del género Prosopocera, categorizada en la tribu Prosopocerini, de la subfamilia Lamiinae. Fue descrita por Jordan en 1894.

## Descripción
Mide 26-28,1 mm de longitud.

## Distribución
Se distribuye por Costa de Marfil, Ghana y Sierra Leona.